# Ralston (Iowa)
Pour les articles homonymes, voir Ralston.
Ralston est une ville des comtés de Carroll et Greene, en Iowa, aux États-Unis. Elle est incorporée le 31 octobre 1903. La ville est nommée en l'honneur de William Chapman Ralston, un banquier californien.

## Source de la traduction
- (en) Cet article est partiellement ou en totalité issu de l’article de Wikipédia en anglais intitulé « Ralston, Iowa » (voir la liste des auteurs).